# 1844 w literaturze
Wydarzenia literackie w 1844 roku.

## Nowe książki
- polskie
  - Ryszard Berwiński
    - Don Juan Poznański. Poemat bez końca
    - Marsz w przyszłość
    - Księga życia i śmierci

  - Franciszek Karpiński – Historia mego wieku i ludzi, z którymi żyłem (powst. 1801-1822)
  - Kornel Ujejski – Maraton
  - Juliusz Słowacki
    - Sen srebrny Salomei (pierwsze wydanie)
    - Książę Niezłomny (swobodny przekład dramatu Pedro Calderóna)

- zagraniczne
  - Charles Dickens – Dzwony (The Chimes)
  - Heinrich Heine – Nowe pieśni (Neue Gedichte)
  - William Makepeace Thackeray – The Memoirs of Barry Lyndon, Esq.
  - Frederick Marryat – Settlers in Canada
  - Alexandre Dumas
    - Hrabia Monte Christo (Le Comte de Monte-Cristo)
    - Trzej muszkieterowie (Les trois mousquetaires)

  - Eugène Sue – Żyd wieczny tułacz (Le Juif Errant)
  - Honoré de Balzac: Modesta Mignon, Blaski i nędze życia kurtyzany, Gaudissart II

## Urodzili się
- 8 lutego – Richard Watson Gilder, amerykański poeta (zm. 1909)
- 30 marca – Paul Verlaine, francuski poeta (zm. 1896)
- 7 kwietnia – Paschal Grousset, francuski pisarz s-f, tłumacz i polityk (zm. 1909)
- 16 kwietnia – Anatole France, francuski pisarz (zm. 1924)
- 19 maja – Adam Kryński, polski językoznawca (zm. 1932)
- 3 czerwca – Detlev von Liliencron, niemiecki poeta, prozaik i dramaturg (zm. 1909)
- 29 sierpnia – Edward Carpenter, angielski pisarz, poeta, filozof (zm. 1929)
- 12 października – George Washington Cable, amerykański pisarz (zm. 1925)
- 15 października – Friedrich Nietzsche, niemiecki filozof (zm. 1900)
- Mordechaj Dawid Brandstaetter, żydowski pisarz tworzący w języku hebrajskim (zm. 1928)
- Lillian Rozell Messenger, amerykańska poetka (zm. 1921)

## Zmarli
- 6 marca – Sumner Lincoln Fairfield, amerykański poeta i prozaik (ur. 1803)
- 21 listopada – Iwan Kryłow, bajkopisarz rosyjski (ur. 1769)